# معن عبدالحق
معن عبد الحق بازیگر سوری که در نقش یک جاسوس فرانسه که خود را به کوری زده‌است در سریال مشهور باب الحاره ظاهر شد و بخش بسیاری از شهرت خود را مدیون همین نقش است.

## فعالیت‌ها
- (۲۰۰۹): صبایا
- (۲۰۰۹): أذاعة فیتامین
- (۲۰۰۸): حارة عالهوا
- (۲۰۰۸): هیک تجوزنا
- (۲۰۰۸): ایام الضجر
- (۲۰۰۷): رسائل الحب والحرب
- (۲۰۰۶): باب الحارة
- (۲۰۰۶): غزلان فی غابة الذئاب
- (۲۰۰۰): الزیر سالم
- (۲۰۱۰): صبایا